# Línea Verde (Metro de Filadelfia)
La Línea Subway–Surface (SSL) (en inglés  Subway–Surface Trolley Lines (SSL) Green Lines (BSS)  o Línea Verde) son un grupo de líneas de tranvía y tránsito rápido que operan en la superficie y forman parte del Metro de Filadelfia ubicado en Filadelfia, Pensilvania, Estados Unidos. La línea es operada por la Autoridad de Transporte del Sureste de Pensilvania (SEPTA).

## Historia
Tal como la Línea Verde del  Metro de Boston y el Muni Metro de San Francisco, la línea Subway-Surface es descendiente de un sistema de trolebuses que datan desde la Segunda Guerra Mundial; sin embargo, en los sistemas de Boston y San Francisco se usan vehículos más grandes de tren ligero, mientras que los de Filadelfia usa los 111 Kawasaki K-Car LRV entregados entre 1981 y 1982 y similares a los usados en las rutas 101 y 102. Estos trolebuses son similares a los del Canadian Light Rail Vehicle usados por la Comisión de Tránsito de Toronto; ambos de unidades de un solo vagón y similares en proporción a los operados a nivel de calle. Ambos son ejemplos de los PCC streetcar.

## Rutas
| Ruta    | Terminal Oeste                                                              | Calles principales                    | Terminal este                  | Dépositos asignados |
| ------- | --------------------------------------------------------------------------- | ------------------------------------- | ------------------------------ | ------------------- |
| Ruta 10 | Overbrook Calle 63/Malvern Avenue Loop                                      | Avenida Lansdowne y Avenida Lancaster | Center City Calle 13/City Hall | Callowhill Carhouse |
| Ruta 11 | Darby Darby Transportation Center                                           | Avenida Woodland                      | Center City Calle 13/City Hall | Elmwood Carhouse    |
| Ruta 13 | Yeadon Yeadon Loop, OR Darby Darby Transportation Center                    | Avenida Chester                       | Center City Calle 13/City Hall | Elmwood Carhouse    |
| Ruta 34 | Angora Calle 61/Baltimore Avenue Loop                                       | Avenida Baltimore                     | Center City Calle 13/City Hall | Elmwood Carhouse    |
| Ruta 36 | Eastwick Calle 80/Eastwick Avenue Loop, OR Elmwood Calle 73/Avenida Elmwood | Avenida Elmwood                       | Center City Calle 13/City Hall | Elmwood Carhouse    |

## Estaciones
Todas las estaciones se encuentran dentro de Filadelfia y sus suburbios. Las estaciones de la Ruta 10 están mostradas en gris.
| Estación                    | Líneas             | Notas |
| --------------------------- | ------------------ | --- |
| Calle 13                    | 10, 11, 13, 34, 36 | - Transferencia gratuita a la línea Market–Frankford |
| Calle 15                    | 10, 11, 13, 34, 36 | - Transferencia gratuita a la línea Market–Frankford - Transferencia gratuita a la línea de la Calle Broad en City Hall - Transferencia a SEPTA Regional Rail en Suburban Station - Transferencia a los buses de SEPTA 4, 16, 17, 27, 31, 32, 33, 38, 44, 48, 124, 125 |
| Calle 19                    | 10, 11, 13, 34, 36 | |
| Calle 22                    | 10, 11, 13, 34, 36 | - Reemplaza a la antigua Calle 24 – 31, 37 & 38 |
| Calle 30                    | 10, 11, 13, 34, 36 | - Transferencia gratuita a la línea Market–Frankford - Transferencia a la Estación de la Calle 30 del Tren de Cercanías SEPTA |
| Calle 33                    | 10, 11, 13, 34, 36 | - Acceso a la Universidad Drexel |
| 36th Street Portal          | 10                 | |
| Overbrook Loop              | 10                 | - A poca distancia de Overbrook Regional Rail station - Transferencia a los buses del SEPTA 46, 65, 105, and G |
| Sansom Commons/Calle 36     | 11, 13, 34, 36     | - Acceso a la Universidad de Pensilvania |
| 37th/Spruce                 | 11, 13, 34, 36     | - Transferencia a SEPTA Buses 40, 42 & LUCY Rutas - A poca distancia de la Universidad de Pensilvania |
| 40th Street Portal          | 11, 13, 34, 36     | - Transferencia a SEPTA Buses 30, 40, 42 & LUCY Rutas |
| Angora Loop                 | 34                 | - A poca distancia de Angora Regional Rail station |
| Mt. Moriah                  | 13                 | |
| Yeadon                      | 13                 | |
| Elmwood Carhouse            | 36                 | - Also storage facility for Rutas 11, 13, 34, and 36. |
| Darby Transportation Center | 11, 13             | - Servicio limitado en la Ruta 13 a esta estación - Transferencia a los buses del SEPTA 113, 114, and 115 |
| Eastwick Loop               | 36                 | - A poca distancia de la estación Eastwick |